# 鳥山雄司
鳥山 雄司（、1959年12月5日 - ）は、神奈川県藤沢市出身のギタリスト、作曲家、編曲家、音楽プロデューサー。慶應義塾中等部、慶應義塾高等学校、慶應義塾大学商学部卒業。1981年にデビュー。代表曲はTBSが放送する世界遺産テーマ曲「The Song of Life」。音楽ユニット・Pyramidメンバーとしても活動。

## 来歴

### デビューまで
1959年 - 神奈川県藤沢市にて誕生。父親はギタリストで、自身も幼い頃からジャズやハワイアンに親しむ。小学生時代には、声楽・ピアノ・スティール・ギターを本格的に勉強。後に編曲家となる清水信之とは同級生で、当時クラスの男子でピアノを習っていたのは彼ら2人だけだったようである。

### デビュー後
1981年、慶應義塾大学在学中、セルフプロデュースによるアルバム『take a break』でCanyon Internationalからメジャー・デビュー。ソロ活動の他、高中正義や松任谷由実などのコンサートツアーに帯同。大学卒業後の1985年にはスタジオ・ミュージシャン時の活動の才覚を買われ、編曲家としても活動。小室哲哉、TM NETWORK、葉加瀬太郎、宮本文昭、伊東たけし、小松亮太、尾崎豊、西城秀樹など、幅広いジャンルのアーティストを数多く手掛ける。

### プロデュース・ワーク〜世界遺産テーマ曲〜現在
その中でも1994年の1年間は、シャ乱Qのシングル3枚「上・京・物・語」「恋をするだけ無駄なんて」「シングルベッド」、アルバム2枚『ロスタイム』『劣等感』の共同編曲・プロデュースを手掛け、シャ乱Qをヒット・ブレイクに繋げていく。
1996年には松田聖子のシングル「あなたに逢いたくて〜Missing You〜」の編曲を手掛け、オリコン週間チャート1位、ミリオンセラーを記録する大ヒットとなる。松田には1992年から2002年までの10年間、主に編曲を中心に手掛けることになる。
同年4月、鳥山が作曲・編曲を担当した「The Song of Life」が、TBS系『世界遺産』のオープニング・テーマ曲に採用され、番組開始以来、大きな反響を呼び、4度のバージョン違いを発表しながら12年間使用された（自身のアルバム『DEEP CITY TRAVELLER』収録曲）。同曲はコンピレーション・アルバム『image』にも収録され、同アルバム収録の演奏家が参加するコンサート「live image」にも出演している。
1997年、フジテレビ系『LOVE LOVEあいしてる』に、LOVE LOVE ALL STARSのギタリストとして出演。これをきっかけに吉田拓郎のツアー帯同・アルバム制作に武部聡志と共に大きく関わる。1999年、郷ひろみ「GOLDFINGER'99」の編曲を手掛け大ヒットに導く。同曲は後に郷の代表作の一つに挙げられる。吉澤直樹が鳥山に師事。2003年には慶應義塾高等学校在学中からバンド仲間であった神保彰の他、和泉宏隆と共に音楽ユニット「O!kay Boys」を結成。後にユニット名を「Pyramid」に改称、2005年にCDデビュー。2007年、JYONGRI楽曲プロデュースを手がける。
山下達郎のライヴツアー『PERFORMANCE 2023』より佐橋佳幸の後任ギタリストとして参加が決定した。

## ディスコグラフィー

### ソロ・アルバム
1. take a break（1981年、Canyon International、PCCY01567）[4]
2. Silver Shoes（1982年、Canyon International、PCCY01568）[5]
3. Yuji Toriyama（1983年、Canyon International、PCCY01569）[6]
4. A Taste of Paradise（1985年、Canyon International、PCCY01570）[7]
5. TRANSFUSION（1988年5月21日、CBS・ソニー、32DH5051）[8]（2000年12月6日、Sony Records、SRGL616、SACD）[9]
6. プラチナ通り（1990年9月21日、CBS・ソニー、CSCL1500）[10]
7. DEEP CITY TRAVELLER（1996年7月1日、Sony Records、SRCL3594）[11]
8. 世界遺産テーマ曲集（1997年6月21日、Sony Records、SRCL3956）[12]
9. Dear（2001年5月9日、Sony Records、SRCL5056）[13]（2001年5月9日、Sony Records、SRGL619、SACD）[14]
10. Songs of Life 〜Best of Yuji Toriyama〜（2002年2月20日、Sony Records、SRCL 5308）[15]（2002年3月26日、Sony Records、SRGL623、SACD）[16]
11. Christmas Greetings（2002年11月20日、Sony Records、SRCL 5479）[17]（2002年12月18日、Sony Records、SRGL625、SACD）[18]
12. 「世界遺産」組曲（2003年12月3日、SMEJ、XSCL10001）[19]
13. コンプリート「世界遺産」テーマ曲集（2004年4月28日、Sony Records、SRCC10001）[20]
14. Winter's Gift（2004年12月22日、Sony Records、SRCL5863）[21]
15. TORIYAMA（2007年1月1日、Sony Records、SRCL6436）[22]
16. Guitarist Solo Guitar AOR Cover Album（2009年6月10日、ユニバーサルシグマ/A&Mレコード、UMCK-1309）[23]
17. ゴールデン☆ベスト〜Pony Canyon Years〜（2011年5月18日、ポニーキャニオン、PCCA03402）[24]
18. ゴールデン☆ベスト〜SONY MUSIC YEARS〜（2011年8月24日、ソニー・ミュージックダイレクト、MHCL-1948）[25]
19. FREE 〜Cut the Rhythm ＆ Beat,Jam with Super Vocalists & Artists〜（2011年11月23日、USMTVM、UICZ-4253）[26]
20. 3×5（2016年9月7日、Super Paw、HUCD-10230）[27]

### Pyramid名義アルバム
1. PYRAMID（2005年7月27日、Videoarts Music、VACM-1268）[28]
2. TELEPATH 以心伝心（2006年6月21日、Videoarts Music、VACM-1288）[29]
3. PYRAMID3（2011年4月13日、HATS、HUCD-10086）[30]
4. PYRAMID BEST（2015年9月23日発売、HATS、HUCD-10197）[31]
5. PYRAMID4（2018年9月5日、Super Paw、HUCD-10266）[32]

## サウンドトラック

### アニメ
- ストリートファイターII MOVIE（1994年） ※小室哲哉と連名。
- 鋼鉄三国志（2007年）

### 映画
- 神様のパズル（2008年）

### ゲーム
- 幻想水滸伝V（2006年） - オープニング担当。
- 電撃学園RPG Cross of Venus（2009年）
- クヌート（2009年）

### アルバム
- ストリートファイターII MOVIE オリジナルサウンドトラック※小室哲哉と連名 - 1994年8月1日発売。
- 鋼鉄三国志 オリジナルサウンドトラック - 2007年7月11日発売。
- 神様のパズル オリジナルサウンドトラック - 2008年6月4日発売。
- 電撃学園RPG Cross Of Venus オリジナル・サウンドトラック - 2009年3月25日発売。
- クヌート オリジナルサウンドトラック - 2009年7月22日発売。

## 楽曲提供
- 50音順

### 作曲・編曲
- 大友康平
  - 「So Long」（『牙狼-GARO- 〜闇を照らす者〜』第1話-第12話エンディングテーマ）
  - 「Brave Heart」（『牙狼-GARO- 〜闇を照らす者〜』第25話エンディングテーマ）
- 佐藤博
  - 「FIND YOUR LIFE」
- CINDY
  - 「Live So Fast」
- 千葉美加
  - 「シューティングスター」
- 二名敦子
  - 「Hi-way 1」
- 野田幹子
  - 「Sugar Sugar」
- 松田聖子
  - 「永遠さえ感じた夜」
- 南里侑香
  - 「オデッセイ」
- 宮永尚美
  - 「TOUGHNESS」
  - 「LOVE COLLECTOR」
  - 「BODY LANGUAGE No.3」
  - 「夜の旅行者(トラベラー)」
- 和田加奈子
  - 「SUNDAY BRUNCH」

他多数

### 編曲
- 石田ひかり
  - 「Tomorrow」
- 稲垣潤一&広瀬香美
  - 「クリスマスキャロルの頃には」
- 稲垣潤一&辛島美登里
  - 「思い出す度 愛おしくなる」
- 井上昌己
  - 「星空からのエレベーター」「どんなふうにこの夜は終わるのだろう」「Tokyo 夏休み」「わざとKiss In The Rain」
- 宇沙美ゆかり
  - 「風のプリマドンナ」
- 皆谷尚美
  - 「遠いこの街で/セピアの日」「水平線の彼方に見えるもの 〜海のメロディ〜」「Blue Sky 〜空のメロディ〜」
- KATSUMI
- 楠瀬誠志郎
  - 「FUTURES」「SNOWLIGHT IN SUMMER」「イノセントな罪」「素敵なはじまり」
- 彩恵津子
- 崎谷健次郎
  - 「夏の午后」「KISS OF LIFE」「Parallel Line」「偶然の支配」「OUR LIVES」「愛はまだ生きているんだ」「デリケート」
- 島田奈美
  - 「クスクス」
- 高橋洋子
  - 「P.S. I miss you」「P.S. I miss you（英語ヴァージョン）」「ウェンディーの瞳」「Living with joy」
- 中森明菜
  - 「陽炎」「Rojo -Tierra-」
- 中山美穂
  - 「Witches」「ROSÉCOLOR」
- Bluem of Youth
- 松田聖子
  - 「きっと、また逢える…」「あなたのすべてになりたい」「大切なあなた」「A Touch of Destiny」「もう一度、初めから」「輝いた季節へ旅立とう」「素敵にOnce Again」「あなたに逢いたくて〜Missing You〜」「さよならの瞬間」「私だけの天使〜Angel〜」「Gone with the rain」「恋する想い〜Fall in love〜」「Touch the LOVE」「20th Party」「Unseasonable Shore」「素敵な明日」
- マリーン
- 森公美子
  - 「虹がうまれた日」
- 森田浩司
- 吉田拓郎
  - アルバム『Oldies』、ライブ映像作品『吉田拓郎 LIVE 2012』
- 和久井映見
  - 「抱きしめたいのはあなただけ」「雪になるかもしれない」「空飛ぶシーツの日」
- 和田加奈子
  - 「PARTY TOWN 〜WHAT CAN I DO FOR YOU〜」「誕生日はマイナス1」「哀しみのヴァージン・ロード 〜NEVER FALL IN LOVE〜」「MUSICに肩よせて」「C・クローデルの罪」「赤と黒」「Dreamin' Lady」「Honey Moon」「If」「特別シート」「流れるように」「Crescent Moon」「Le Vent Doux」「See You」「HEARTでふりむいて」

他多数

## メディア出演

### テレビ番組
- フジテレビ『LOVE LOVEあいしてる』 - LOVE LOVE ALL STARSのメンバー。
- FNS歌謡祭

### ラジオ番組
- J-WAVE『DoCoMo BODY AND SOUL』（2004年8月-2014年9月） - 番組担当。
- レインボータウンFM『ミュージック・デリバリー』

### 音楽配信
- 鳥山雄司 - mora
- 鳥山雄司 (with Royal Philharmonic Orchestra) - mora
- 鳥山雄司 - YouTube Music チャンネル
- 鳥山雄司 - Spotify
- 鳥山雄司 - Apple Music

### Super paw
- Super pawレーベル - HATS
- Super paw HP
  - SUPER PAW produced by 鳥山雄司  (superpawlabel) - Facebook
  - SUPER PAW produced by 鳥山雄司 - YouTubeチャンネル

### 音楽配信
- PYRAMID - mora
- PYRAMID - YouTube Music チャンネル
- PYRAMID - Spotify
- PYRAMID - Apple Music